# Gutershofen
Gutershofen ist ein Ortsteil der Gemeinde Attenweiler im Landkreis Biberach in Baden-Württemberg. Der Weiler auf der Gemarkung Attenweiler liegt circa einen Kilometer südlich von Attenweiler an der Landesstraße 266.

## Geschichte
Der Ort wurde 1371 als „Gutrechtzhofen“ erstmals erwähnt, als er durch das Heilig-Geist-Spital in Biberach an der Riß von Hans von Ehrenfels erworben wurde.
1650 wurden nach dem Dreißigjährigen Krieg die beiden Höfe zur Bezahlung der schwedischen Milizsatisfaktionsgelder verkauft und 1667 samt hoher und niederer Obrigkeit zurückgekauft.

## Naturschutzgebiete

Gutershofer Weiher

- Gutershofer Weiher